# Alchemilla krylovii
Alchemilla krylovii é uma espécie de rosácea do gênero Alchemilla, pertencente à família Rosaceae.